# طرح صلح کوفی عنان برای سوریه
طرح صلح کوفی عنان برای سوریه یا طرح صلح پیشنهادی مشترک سازمان ملل متحد و اتحادیه عرب برای سوریه که از فوریه ۲۰۱۲ ارائه شده‌است، تاکنون مهم‌ترین تلاش جامعهٔ بین‌المللی برای حل بحران سوریه در خاورمیانه است. از طرح صلح عنان به عنوان «تنها طرحی که در دست است» نام برده می‌شود.

در ۲۳ فوریه ۲۰۱۲، کوفی عنان به عنوان نمایندهٔ ویژه سازمان ملل متحد و اتحادیهٔ عرب مأموریت یافت تا با ارائهٔ طرحی به خشونت‌ها در سوریه پایان دهد. طرح صلح پیشنهادی عنان مشتمل بر ۶ ماده است که در چارچوب آن عملیات نظامی علیه غیر نظامیان باید متوقف شود، نیروهای نظامی از مناطق شهری خارج شوند، اجازه برگزاری تظاهرات مسالمت‌آمیز به غیرنظامیان داده شود، زندانیان سیاسی آزاد شوند، روزانه ۲ ساعت، درگیری بین طرفین به منظور ارسال کمک‌های بشردوستانه به غیرنظامیان متوقف شود و بین طرفین درگیر به منظور حل بحران، گفتگوهای سیاسی صورت گیرد. طرح صلح پیشنهادی عنان برای پایان دادن به بحران سوریه تاکنون توانسته‌است حمایت شورای امنیت سازمان ملل متحد (به اتفاق آرا) و کشورهای روسیه و چین را به دست آورد.
رئیس‌جمهور سوریه، بشار اسد، با اجرای طرح صلح عنان موافقت کرده‌است و متعهد شده‌است که نیروهای خود را از شهرهای سوریه خارج کند. شورای امنیت تا ۱۰ آوریل ۲۰۱۲ به سوریه مهلت داده‌است طرح صلح ۶ ماده‌ای عنان را در سوریه اجرا نماید. این ضرب‌الاجل از سوی کوفی عنان پیشنهاد شده‌است.
در چارچوب این طرح صلح مقرر شده‌است که پس از پایان ضرب‌الاجل توافق شده (۱۰ آوریل)، نیروهای درگیر، به عملیات نظامی و خشونت جنگی پایان دهند و ۲ روز پس از آن (۱۲ آوریل)، بین طرفین آتش‌بس رسمی و کامل اعلام شود. همچنین عنان در خصوص طرح صلح پیشنهادی‌اش گفته‌است: «در صورتیکه طرح آتش‌بس موفقیت‌آمیز باشد حدود ۲۰۰ تا ۲۵۰ ناظر صلح سازمان ملل متحد به منظور کنترل و نظارت بر برقراری روند صلح، به سوریه اعزام می‌شوند.»